# Monumenty Yonaguni
Monumenty Yonaguni (jap. 与那国島海底地形 Yonaguni-jima kaitei chikei; „Podwodna topografia wyspy Yonaguni”) lub Podwodne ruiny wyspy Yonaguni (jap. 与那国島海底遺跡 Yonaguni-jima kaitei iseki) – podwodne struktury kamienne odkryte w 1985 roku przez nurka, przewodnika wycieczek podwodnych, Kihachirō Aratake. Poszukiwał on nowych miejsc dogodnych do obserwacji rekinów. 

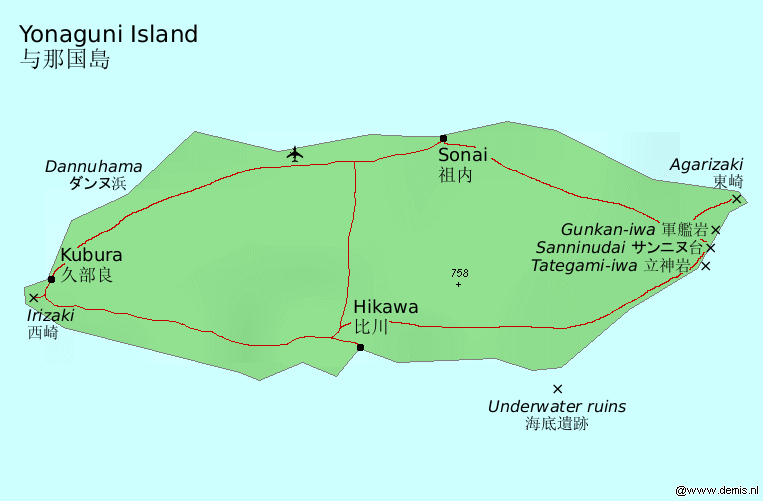
Wyspa Yonaguni

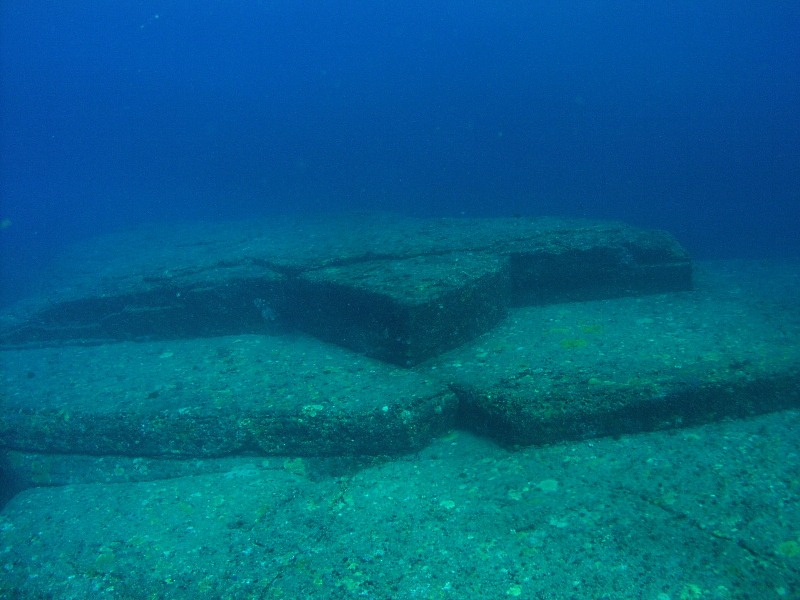
Podwodna struktura o nazwie „Żółw”

Kamienne struktury znajdują się w pobliżu wyspy Yonaguni, położonej ok. 120 km na wschód od Tajwanu, w archipelagu Riukiu należącym do japońskiej prefektury Okinawa.  Pseudonaukowe teorie powstania monumentów łączą te zagadkowe struktury z rzekomymi cywilizacjami, takimi jak Mu. Większość badaczy uznaje je za powstałe naturalnie. 

## Galeria podwodnych ruin

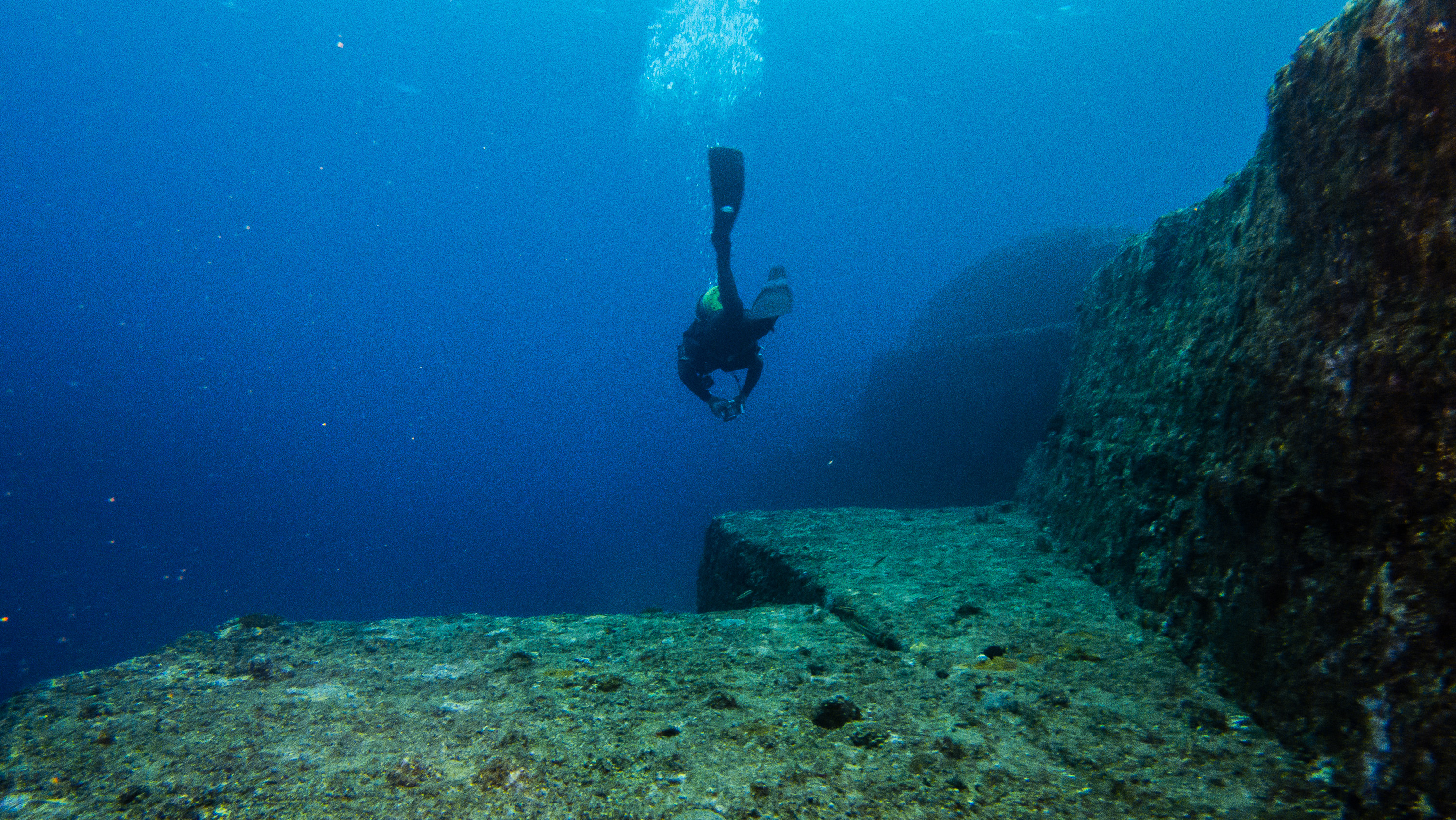
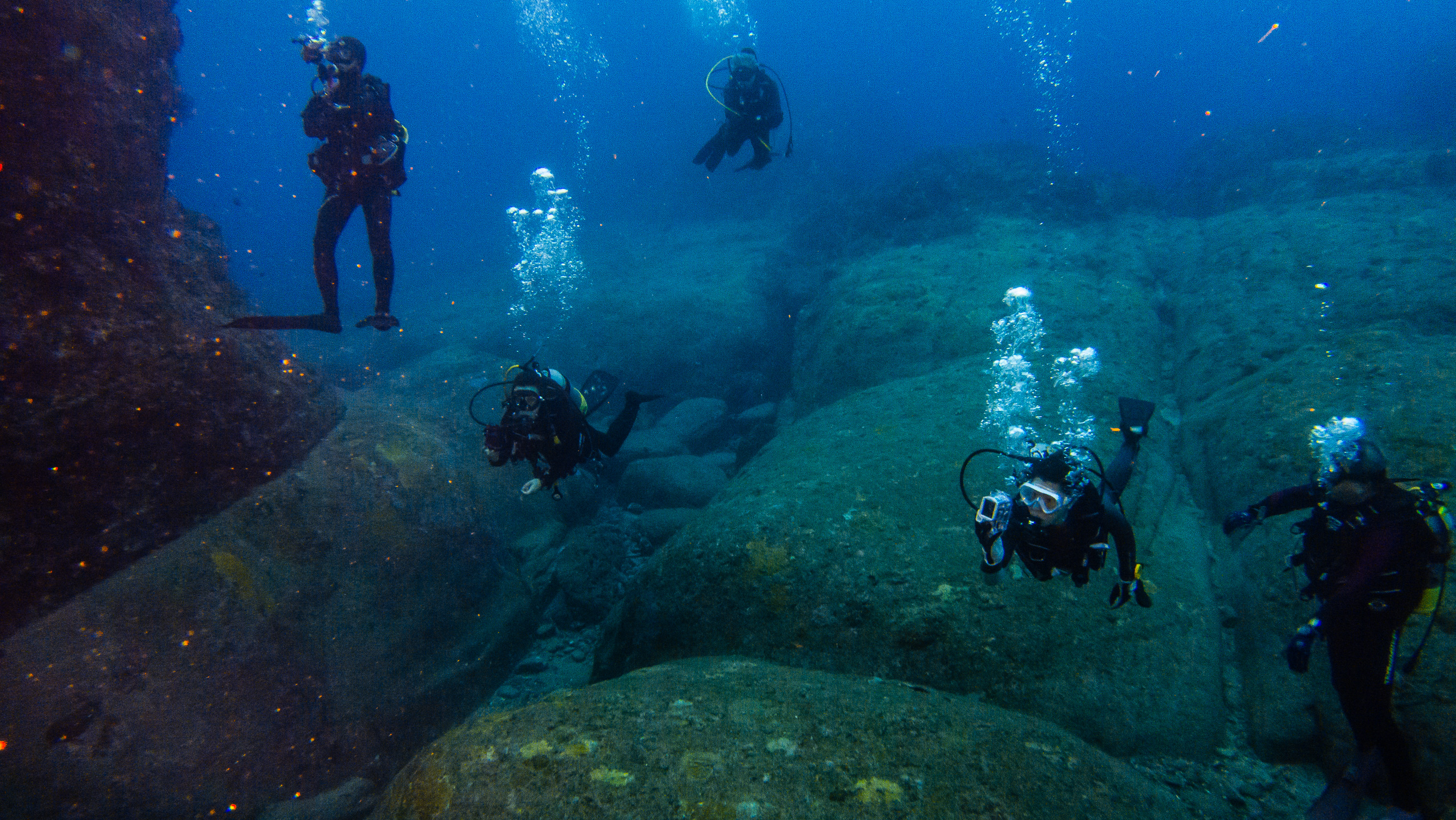
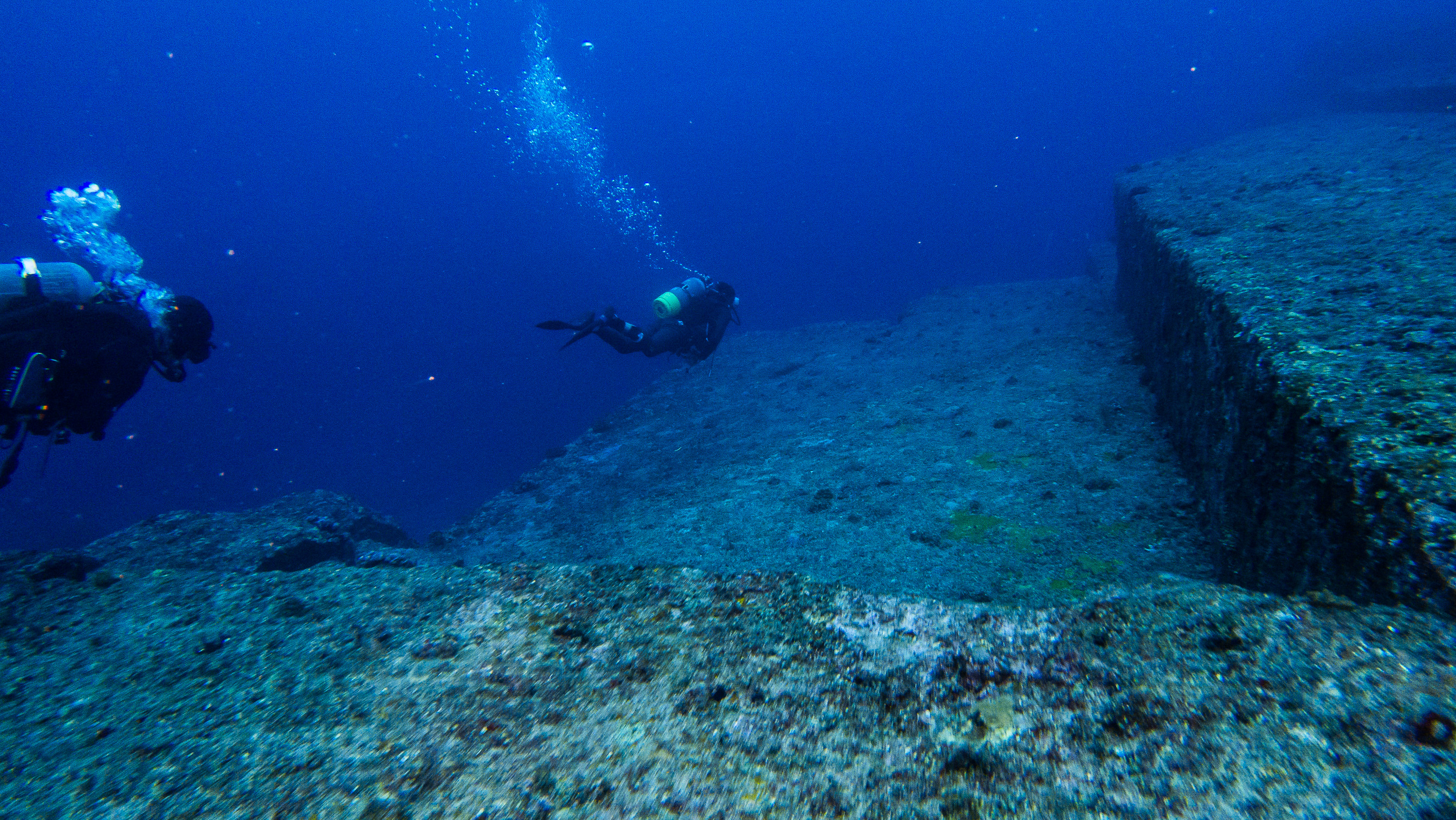
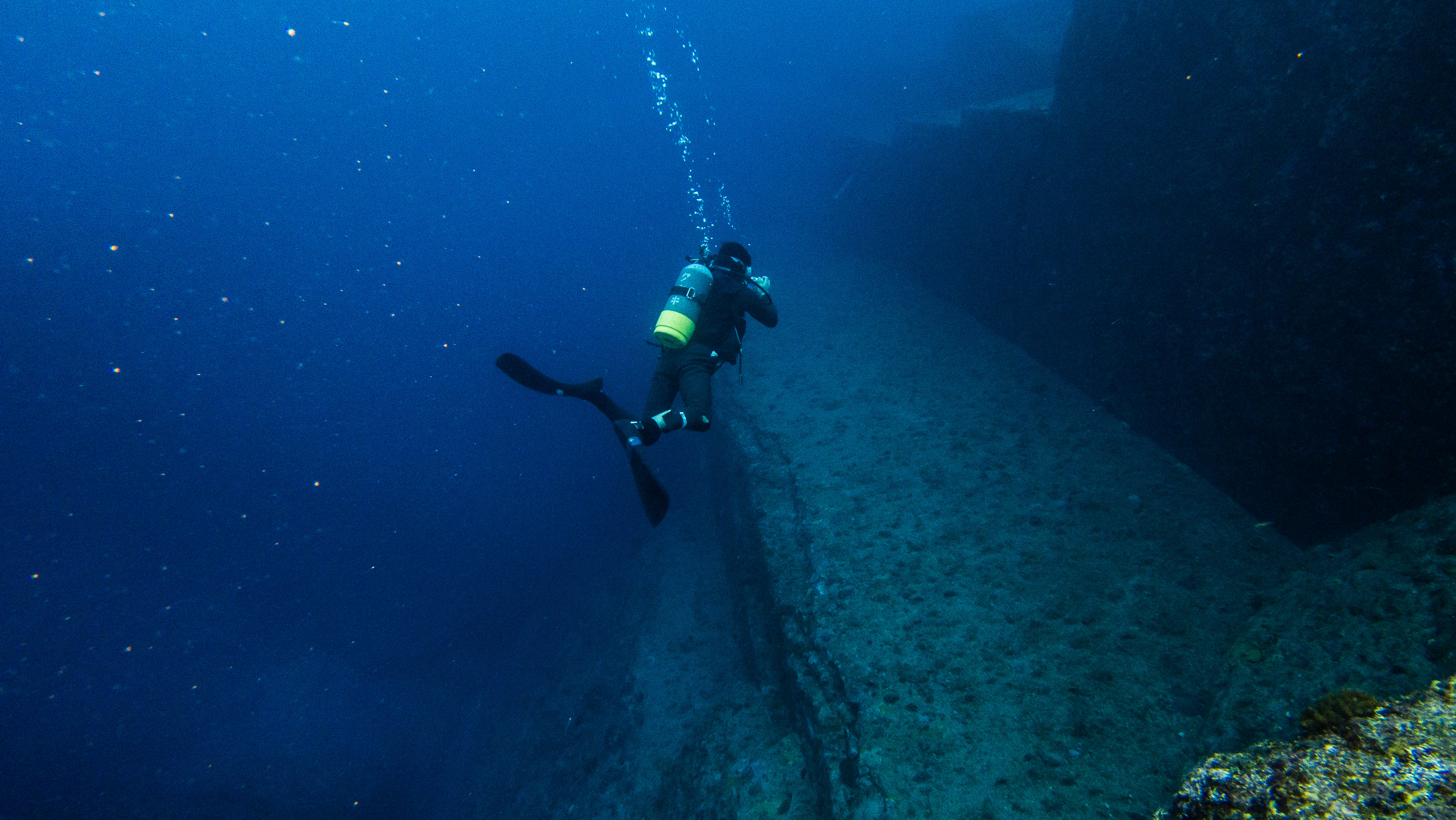
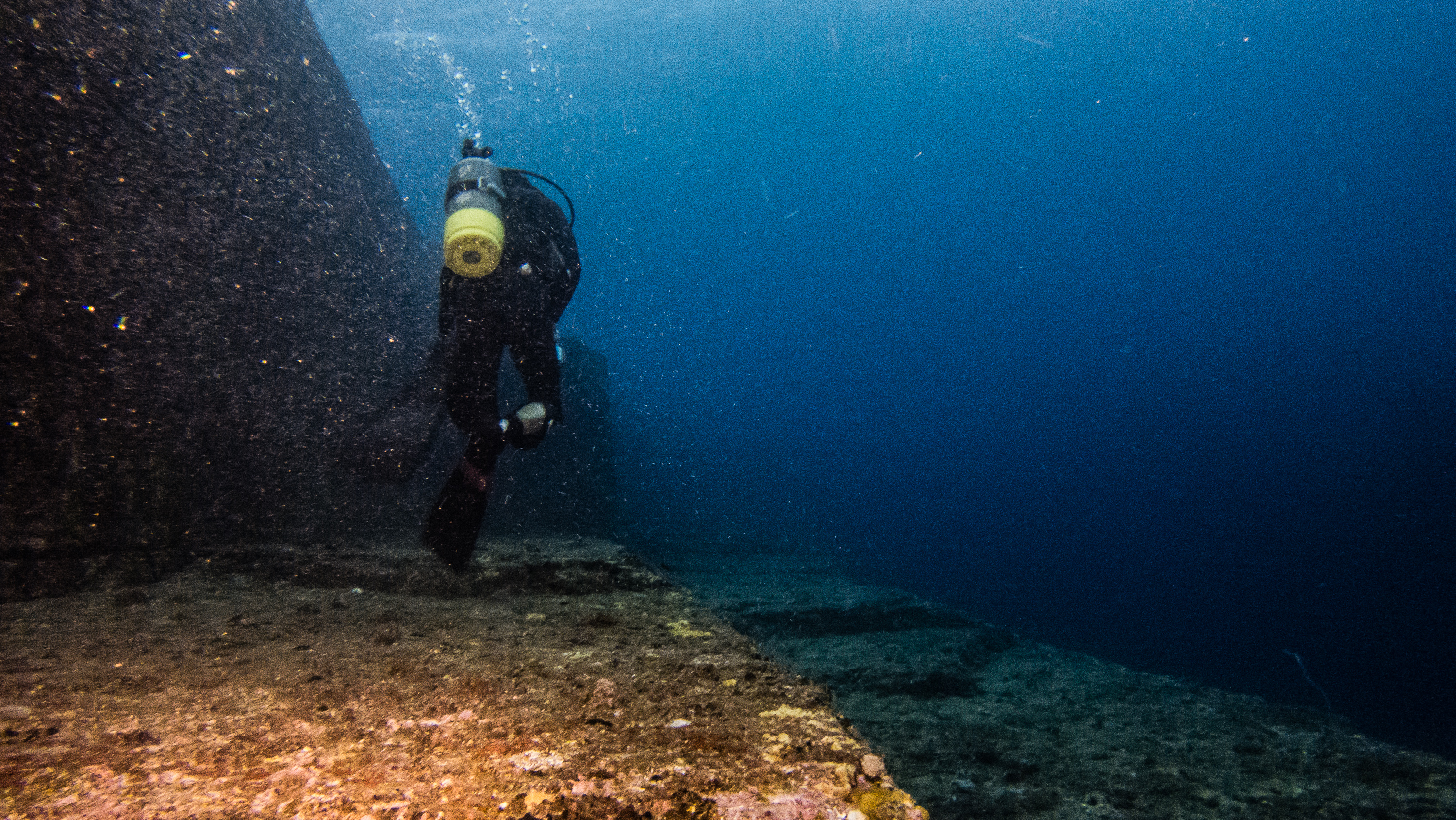